# 亨利·布拉德利
亨利·布拉德利（1845年12月3日—1923年5月23日）是一位英国哲学家和辭書學家，英國國家學術院院士，接任詹姆斯·穆雷作为《牛津英語詞典》（OED）的主要编辑，此外还有作品《哥特王国史：从蛮族走向王族》（The story of the Goths, from the earliest times to the end of the Gothic dominion in Spain，1887年）等。